# 法律事务
法律事务簡稱法務，具體內容一般包括律師向客户提供法律咨询、为客户起草法律文件、代表客户进行法律谈判和诉讼等法律程序。